# Sadowo-Chrustalnenskyj
Sadowo-Chrustalnenskyj (ukrainisch Садово-Хрустальненський; russisch Садово-Хрустальненский/Sadowo-Chrustalnenski) ist eine Siedlung städtischen Typs im Süden der ukrainischen Oblast Luhansk mit etwa 600 Einwohnern.
Der Ort gehört administrativ zur Stadtgemeinde der 15 Kilometer östlich liegenden Stadt Krasnyj Lutsch und gehört hier zur Siedlungsratsgemeinde von Wachruschewe (8 Kilometer nordöstlich gelegen), die Oblasthauptstadt Luhansk befindet sich 62 Kilometer nordöstlich des Ortes, südlich des Ortes verläuft der Mius, die Grenze zur Oblast Donezk verläuft südlich der Ortsgrenzen.
Sadowo-Chrustalnenskyj wurde 1958 gegründet und erhielt 1969 den Status einer Siedlung städtischen Typs. Seit Sommer 2014 ist der Ort im Verlauf des Ukrainekrieges durch Separatisten der Volksrepublik Lugansk besetzt.